# Крістоф де Жюссьє
Крістоф де Жюссьє (фр. Christophe de Jussieu 1685–1758) — французький ботанік, член родини відомих ботаніків.
Брат Антуана, Бернара та Жозефа, батько Антуан Лорана, дід Адрієн Анрі Лорана де Жюссьє.